# Cantó de Salins-les-Bains
El cantó de Salins-les-Bains és un cantó francès del departament del Jura, situat al districte de Lons-le-Saunier. Té 22 municipis i el cap és Salins-les-Bains.

## Municipis
- Aresches
- Abergement-lès-Thésy
- Aiglepierre
- Bracon
- Cernans
- La Chapelle-sur-Furieuse
- Chaux-Champagny
- Chilly-sur-Salins
- Clucy
- Dournon
- Geraise
- Ivory
- Ivrey
- Lemuy
- Marnoz
- Montmarlon
- Pont-d'Héry
- Pretin
- Saint-Thiébaud
- Saizenay
- Salins-les-Bains
- Thésy

## Història
| Data d'elecció                           | Identitat               | Partit                                 | Qualitat |
| ---------------------------------------- | ----------------------- | -------------------------------------- | -------- |
| 1945-1958                                | M. Thurel               | RPF, després divers droite             |          |
| 1958-1976                                | M. Jacquet              | Divers droite, després CD, després CDP |          |
| 1976-2001                                | Jean-Pierre Bach        | Divers droite, després RPR             |          |
| 2001-                                    | Marie-Christine Chauvin | RPR, després UMP                       |          |
| les dades anteriors no són pas conegudes |                         |                                        |          |
|                                          |                         |                                        |          |